# Noceta
Noceta är en kommun i departementet Haute-Corse på ön Korsika i Frankrike. Kommunen ligger i kantonen Vezzani som tillhör arrondissementet Corte. År 2022 hade Noceta 68 invånare.

## Befolkningsutveckling
Antalet invånare i kommunen Noceta
Referens:INSEE